# سد نهر الليطاني
تأسس سد نهر الليطاني في عام 1959 وأنشأ أكبر بحيرة اصطناعية في لبنان. تبلغ مساحة البحيرة حوالي 12 كيلومتر مربع، وتبلغ الطاقة الاستيعابية لهذه البحيرة حوالي 220 مليون متر مكعب. يبلغ ارتفاع السد 60 مترًا وطوله 1350 مترًا بعرض يبلغ 162 مترًا على الأكثر.  يبلغ حجم السد حوالي مليوني متر مكعب.
يحتوي حوض الليطاني على حوالي 700 مليون متر مكعب من تدفق المياه سنويًا حسب ما تورد قياسات 25 عامًا بين الأعوام 1941-1971. ومع ذلك، يتغير التدفق من سنة إلى أخرى بسبب هطول الأمطار الغزيرة أو الخفيفة. كان الحد الأدنى للتدفق من الحوض في عام 1970 يبلغ 184 مليون متر مكعب والحد الأقصى في عام 1954 كلن 1020 مليون متر مكعب. ويقدر متوسط التدفق السنوي 920 مليون متر مكعب.
يبلغ طول نهر الليطاني 170 كيلومترًا، وهو أصغر من نهر الأردن من حيث إجمالي تدفق المياه. يحتوي الليطاني على مياه عالية الجودة، حيث أن تركيز الملح فيه هو 20 جزءًا في المليون مقابل 250 إلى 350 جزءًا في المليون لبحيرة طبرية.

## موقع النهر
يقع نهر الليطاني داخل حدود لبنان. ينبع النهر في وسط وادي البقاع الشمالي الذي يبعد مسافة قصيرة غرب بعلبك، ويستمر في التدفق بين جبل لبنان إلى الغرب والجبال المواتية للبنان من الشرق، ويجري من الجنوب والجنوب الغربي. بعد ذلك يدخل النهر في ممر ضيق، ثم يجري على بعد حوالي 30 كيلومترًا، وبالقرب من النبطية وقلعة بوفورت يتحول اتجاهه بسرعة إلى اليمين باتجاه إلى الغرب، ويتسلل عبر سلسلة الجبال إلى اليمين. يستمر نهر الليطاني في التدفق عبر المناظر الطبيعية المرتفعة لمنطقة الأمل. وفي شمال مدينة صور رابع أكبر مدينة في لبنان والتي تضم أحد الموانئ الرئيسية في البلاد يصب في النهاية في البحر الأبيض المتوسط.
يتدفق نهر الليطاني بالقرب من إسرائيل. إنّ أقرب جزء من الليطاني إلى إسرائيل هو المكان الذي يغير فيه النهر اتجاهه في منطقة النبطية التي تبعد أربعة كيلومترات من حدود إسرائيل. إن قرب مسافة النهر من إسرائيل تزيد من رغبة إسرائيل في استغلاله. وهناك سلسلة من التلال الضيقة بطول قرابة 5 كيلومترات تفصل نهر الليطاني عن نهر حاصباني الذي يعتبر أحد روافد نهر الأردن.

## بنية السد
يتكون بناء السد من حطام صخري مكدَّس تتكون طبقته الأمامية من صخور مرصوفة بالحصى. يتكون السد من بلاطات مقاومة للتسرب مصنوعة من الخرسانة المسلحة المقنعة في الجزء الأمامي من السد، وسمكها يتراوح بين 50 سم في القسم السفلي من السد و 30 سم في القسم العلوي منه. تبلغ مساحة هذه البلاط 47000 متر مربع، هي مرتبطة ببعضها بواسطة مادة مطاطية تسمى WATER STOP. والمساحات المتبقية بين البلاط ملتحمة بواسطة المواد العازلة القائمة على الإسفلت. تم تجهيز سد الليطاني بشكل يمكن من خلاله تفريغ محتويات البحيرة منه. وقد اتفق جميع الخبراء الذين أداروا دراسة مشروع الليطاني على اختيار الموقع الذي اقترحه المهندس إبراهيم عبد العال والجيولوجي دوبرت ليتم بذلك بناء السد بين القرعون وسحمر. ويعتبر هذا الموقع الجغرافي الأكثر ملائمة ولذلك تم التصريح به كمكان للمشروع.

## استخدام المياه
يتم استخدام المياه المخزنة لتوليد الطاقة الكهربائية لمحطات الطاقة الثلاث مركبا وعوالي وجون التابعة لسلطة نهر الليطاني. تُستخدم المياه أيضًا لري أكثر من 1400 هكتار من الأراضي الزراعية في سهل البقاع بالإضافة إلى 36000 هكتار من الأراضي الزراعية في الجنوب.
وهناك أنانيب يبلغ طولها 6503 مترًا نحمل الماء إلى محطة الطاقة الكهرومائية تحت الأرض. ثم يمر الماء عبر المحولات وينتج طاقة بحد أقصى مقدارها 185 واط. يروي سد الليطاني قرابة  31000 هكتار من الأراضي الزراعية في جنوب لبنان و 8000 هكتار في وادي البقاع، ما مجموعه حوالي 40000 هكتار من الري.

## النزاعات
في شهر آب من العام 2006 في القاسمية تحديدًا في لبنان، استهدف قصف إسرائيلي قنوات الري التي تزود مياه نهر الليطاني لأكثر من 10000 فدان من الأراضي الزراعية و 23 قرية تقع في جنوب لبنان ووادي البقاع. مما أثار لدى لبنان شكوك بأن الدولة اليهودية ترغب في الحصول على الماء من الليطاني، لكن إسرائيل نفت ذلك. الأمر الذي أثار اتهامات ضد إسرائيل بأنها كانت تستخدم حربها ضد حزب الله التي تمثل منظمة سياسية وعسكرية قوية في لبنان مكونة أساسًا من المسلمين الشيعة من أجل استغلال المصادر المائية الرئيسية في لبنان.
كان هناك قتال عنيف وسلسلة من الضربات التي استهدفت قنوات المياه المفتوحة. وقد صرح مهندسو المياه للصحفيين أنه قد تم إيقاف أنابيب تحويل المياه الجوفية وأن الكثير من الاستخدام الزراعي لنهر الليطاني تم تعليقه على طول السهل الساحلي وفي أجزاء من سهل البقاع.
لم يلاحظ العالم الخارجي الضربات إلى حد كبير، وقد كانت عبارة عن هجوم جوي استمر حوالي شهر استهدف معاقل حزب الله في جنوب لبنان من قبل القوات الإسرائيلية. أشار اللبنانيون مباشرة إلى الأضرار الكبيرة التي لحقت بنظام الري ومياه الشرب كدليل على أن أمن الحدود وقضايا المياه لا تزال متشابكة على حد سواء.

## زيارة سد الليطاني
الزوار مرحب بهم في سد الليطاني، حيث يقع مكتب سد الليطاني في الطرف الجنوبي للبحيرة على الجانب الأيسر. وتحتوي منطقة البحيرة على فندق وعدد من المطاعم المتخصصة في سمك السلمون المرقط الطازج.